# Martín Belfortti
Martín Belfortti (Buenos Aires, Argentina. 7 de abril de 1981) es un futbolista argentino.

## Clubes
| Club                   | País      | Año         |
| ---------------------- | --------- | ----------- |
| Argentinos Juniors     | Argentina | 1999 - 2003 |
| Libertas Brera         | Italia    | 2003 - 2004 |
| Defensores de Belgrano | Argentina | 2005        |
| UD Melilla             | España    | 2005 - 2006 |
| Loja CD                | España    | 2006 - 2007 |
| CF Villanovense        | España    | 2007 - 2008 |
| AD Cerro Reyes         | España    | 2008 - 2010 |
| CD Lugo                | España    | 2010 - 2011 |
| Villanueva CF          | España    | 2011        |
| CD Roquetas            | España    | 2012        |
| CA Estudiantes         | Argentina | 2012 - 2013 |
| Arandina CF            | España    | 2013        |
| Wilstermann            | Bolivia   | 2014        |
| Europa FC              | Gibraltar | 2015 - 2018 |